# Erdélyi unitárius püspökök listája

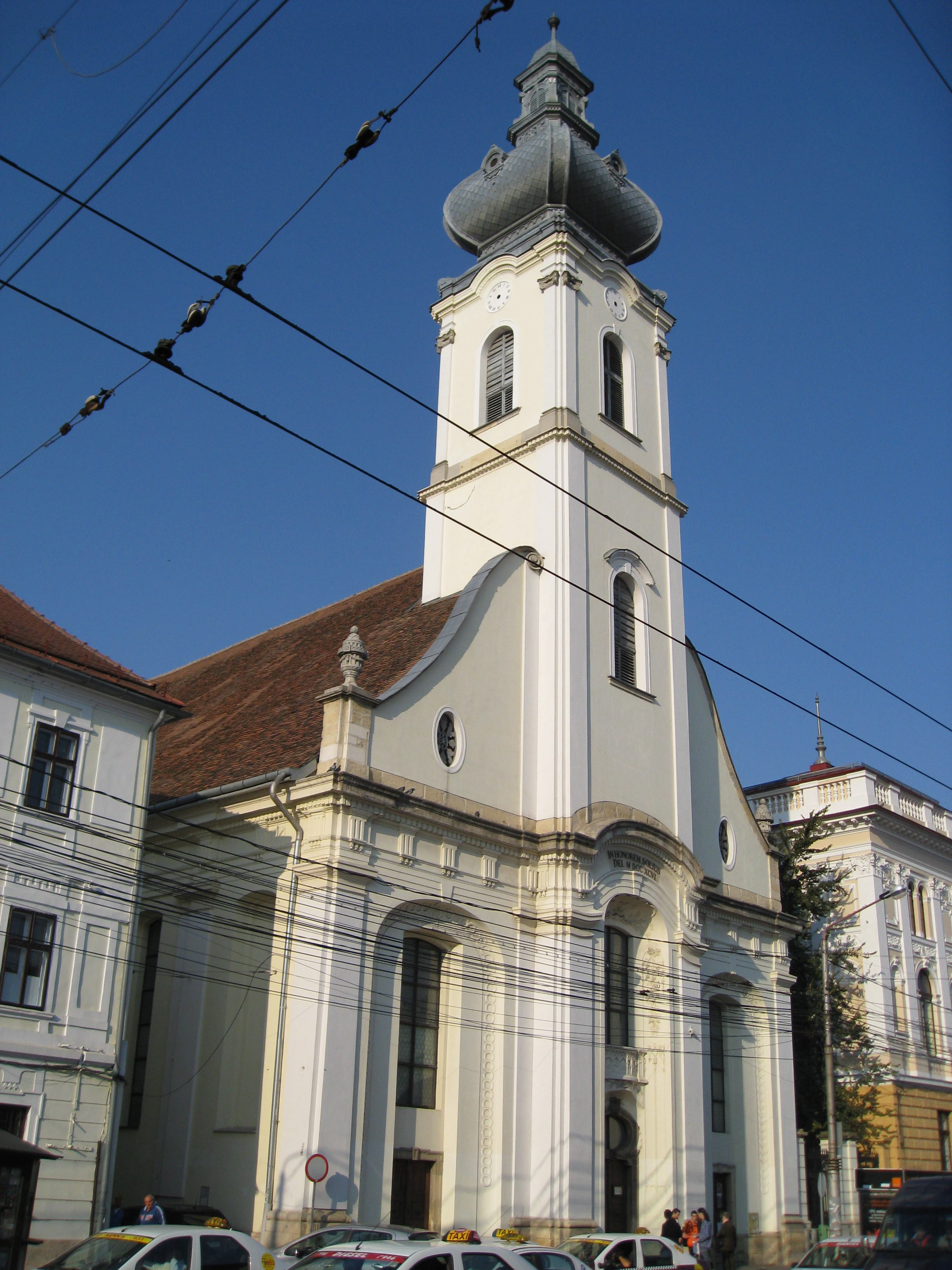
A kolozsvári unitárius templom

Az alábbi lista Erdély unitárius püspökeit sorolja fel, tisztségviselésük időrendi sorrendjében:

## Püspökök
| Név                          | Szolgálati idő                           | Megjegyzés |
| ---------------------------- | ---------------------------------------- | ---------- |
| Dávid Ferenc                 | 1568. január 13. – 1579. július 2.       |            |
| Hunyadi Demeter              | 1579. július 2. – 1592. július 6.        |            |
| Enyedi György                | 1592. – 1597. november 24.               |            |
| Kósa János                   | 1597. – 1601. január 3.                  |            |
| Toroczkai Máté               | 1601. január 24. – 1616.                 |            |
| Radeczki Bálint              | 1616. – 1632. augusztus 18.              |            |
| Csanádi Pál                  | 1632. szeptember 1. – 1636. december 5.  |            |
| Beke Dániel                  | 1636. december 17. – 1661. március 14.   |            |
| Járai János                  | 1661. április 7. – június 3.             |            |
| Üresedés                     | 1661–1663                                |            |
| Nagysolymosi Koncz Boldizsár | 1663. október 21. – 1684. április 16.    |            |
| Szentiványi Márkos Dániel    | 1684. június 4. – 1689. május 12.        |            |
| Bedő Pál                     | 1689. június 16. – 1690. november 12.    |            |
| Nagy Mihály                  | 1691. május 20. – 1692. október 9.       |            |
| Almási Gergely Mihály        | 1692. november 9. – 1724. március 24.    |            |
| Várfalvi Pálfi Zsigmond      | 1724. június 17. – 1737. április 30.     |            |
| Szentábrahámi Lombard Mihály | 1737. augusztus 24. – 1758. március 30.  |            |
| Agh István                   | 1758. május 20. – 1786. január 22.       |            |
| Lázár István                 | 1786. augusztus 22. – 1811. október 9.   |            |
| Körmöczi János               | 1812. július 7. – 1836. december 13.     |            |
| Székely Miklós               | 1838. augusztus 20. – 1843. október 10.  |            |
| Aranyosrákosi Székely Sándor | 1845. augusztus 24. – 1852. január 27.   |            |
| Üresedés                     | 1852–1861                                |            |
| Kriza János                  | 1861. július 1. – 1875. március 26.      |            |
| Kilyéni Ferencz József       | 1876. augusztus 27. – 1928. február 19.  |            |
| Boros György                 | 1928. május 20. – 1938. január 16.       |            |
| Varga Béla                   | 1938. január 16. – 1940. november 7.     |            |
| Józan Miklós                 | 1941. június 29. – 1946. január 7.       |            |
| Kiss Elek                    | 1946. szeptember 15. – 1971. december 7. |            |
| Kovács Lajos                 | 1972. március 19. – 1994. október 2.     |            |
| Erdő János                   | 1994. december 10. – 1996. július 27.    |            |
| Szabó Árpád                  | 1996. december 14. – 2008. december 6.   |            |
| Bálint Benczédi Ferenc       | 2008. december 6. – 2021. július 10.     |            |
| Kovács István                | 2021. július 10. –                       |            |